# Henrique I de Stade
Henrique I de Stade "O Calvo" (? - 11 de maio de 976) foi um nobre a Alta Idade Média Alemã, tendo sido detentor do título de conde de Stade, que corresponde á atual cidade da Alemanha localizada no distrito de Stade, estado de Baixa Saxônia.

## Relações familiares
Foi filho de Lotário II de Walbeck (915 - 21 de janeiro de 964) e de Hildegarda de Rheinhausen. Foi casado com Judith Konradiner, filha de Udo I de Veterau (c. 900 - 949), Duque da Alsácia, de quem teve:
1. Hildegarda de Stade (965 - 3 de outubro de 1011), condessa de Stade, casada com Bernardo I da Saxónia (c. 950 - 9 de fevereiro de 1011) foi duque da Saxónia entre e 973 e 1011 e o segundo da dinastia de Bilungo[4][5].